# Euderus agrili
Euderus agrili är en stekelart som beskrevs av Boucek 1963. Euderus agrili ingår i släktet Euderus och familjen finglanssteklar.
Artens utbredningsområde är:
- Bulgarien.
- Tjeckien.
- Slovakien.
- Tyskland.
- Grekland.
- Italien.
- Nederländerna.
- Polen.
- Sverige.
- Turkiet.
- Tadzjikistan.
- Moldavien.
- Ukraina.

Arten är reproducerande i Sverige. Inga underarter finns listade i Catalogue of Life.